# A Chave do Sol
A Chave do Sol foi uma banda brasileira de hard rock formada em 1982 (o primeiro show oficial data de 25 de setembro de 1982), na cidade de São Paulo.
Inicialmente era integrada por Rubens Gióia (guitarra e vocal), Luiz Domingues (na época, também conhecido pelo apelido "Luiz Tigueis") (baixo e vocal) e José Luiz Dinola (bateria e voz). Seguia uma linha "fusion", isto é, misturava o rock com elementos do jazz.
O grupo sempre teve um bom número de seguidores, lançou três discos, teve inúmeras participações em programas de TV, Rádio e fez ao longo de cinco anos de atividades, mais de 160 shows em São Paulo, Rio de Janeiro e diversas cidades do interior de São Paulo, principalmente.

## Histórico
Em 1982, a banda realizou seus primeiros shows, tendo a presença do vocalista Percy Weiss (ex-Made in Brazil e ex-Patrulha do Espaço), num primeiro momento, como convidado especial, mas logo em seguida efetivou uma vocalista ainda iniciante, chamada Verônica Luhr. 
Verônica Luhr sairia da banda em abril de 1983 e assim, A Chave do Sol prosseguiu em trio doravante, com Rubens Gióia, José Luis Dinola e Luiz Domingues. 
Em 1983, a banda ficou muito conhecida a partir de sua primeira aparição no programa Fábrica do Som, da TV Cultura de São Paulo. Isso abriu-lhe o caminho para mais quatro aparições no referido programa e a oportunidade de fechar contrato com o selo Baratos Afins, do produtor Luiz Carlos Calanca. Dessa forma, em 1984, lançou seu primeiro registro fonográfico, com as músicas "Luz" e "18 Horas", num compacto simples. Tal disco obteve boas resenhas na mídia especializada da época. 
Em 1985, um novo membro incorporou-se à banda. Tratava-se do vocalista Fran Alves (ex-Ano Luz). Seu estilo vocal era rouco e bastante agressivo. Logo no início do ano de 1985, mais uma vez entraram em estúdio e gravaram o segundo disco, desta feita um Extended Play (EP de 45 rpm), sem título definido. Com um som mais pesado, tentando adequar-se às tendências do Rock pesado dos anos oitenta, não abria mão no entanto de suas características de Rock Progressivo e Jazz-Rock dos anos setenta. Neste trabalho, destacou-se a balada "Um Minuto Além", que chegou a ter significativa execução radiofônica.
Todavia, este segundo trabalho decepcionou um pouco os fãs antigos da banda e não angariou o público do Heavy-Metal e Hard-Rock oitentista, decretando a saída do vocalista Fran Alves e uma mudança significativa na sonoridade do trabalho.
Em outubro de 1986, entrou o vocalista Roberto Cruz (também conhecido como "Beto Cruz"), que também era guitarrista. Beto Cruz vinha de bandas como "Zona Franca" (com seu irmão Claudio Cruz no baixo e Charles Gavin, na bateria), e "Zenith". Foi nesta época que a banda finalmente foi contratada por um grupo empresarial: o Studio V.
A banda seguiu em frente e alavancou a mudança sonora pretendida, adequando-se mais ao padrão do Hard-Rock pop dos anos oitenta, mas também trazendo a sonoridade do Hard-Rock setentista, via influência de Led Zeppelin, Bad Company e Whitesnake.
Somente em 1987, dois anos após o lançamento de seu EP -45 rpm, lançou-se finalmente o primeiro LP de fato da banda, denominado The Key. Tal lançamento foi uma parceria com o selo Rock Brigade. Na divulgação do disco em 1987, tocaram por diversas cidades brasileiras, como no Festival Setembro Rock em Teresina, shows em teatros como Mambembe, TBC e nos ginásios do Palmeiras e Santos FC. Nesse álbum, destacou-se a canção "Sun City", cuja letra evocava a questão da segregação racial na África do Sul, enaltecendo a luta de homens como Nelson Mandela e Desmond Tutu, para erradicar tal regime naquele país. 
Ao final do ano de 1987, a banda sofreu uma ruptura por incompatibilidades gerenciais e artísticas. Oficialmente, não encerrou suas atividades, mas a ruptura praticamente quebrou a ideia de continuidade e dessa forma, a banda que Luiz Domingues e Beto Cruz remodelaram para seguir em frente, pode ser considerada como um novo trabalho, ainda que nascido da dissidência da Chave do Sol, propriamente dita.

### Mudança de nome e fim
Com o nome abreviado para "The Key" (não confundir com banda homônima de Curitiba, dos anos setenta), Luiz Domingues e Beto Cruz seguiram com novos companheiros, nas pessoas de Eduardo Ardanuy (guitarra), Theo Godinho (guitarra), José Luiz Rapolli (bateria) e Fabio Ribeiro (teclados). Theo Godinho saiu rapidamente e os demais se fixaram como quinteto, cumprindo datas anteriormente agendadas para A Chave do Sol, tal como o Festival "Verão Vivo", realizado no Guarujá, numa produção da Rede Bandeirantes de Televisão. 
Em 1989, entram em estúdio e gravam um LP chamado A New Revolution, pelo selo Devil's Discos.
Luiz Domingues deixa a banda após a gravação do álbum e a banda com novo nome (passou a se chamar "The Key"), seguindo adiante só com Beto Cruz como remanescente da velha Chave do Sol e dessa forma, encerra atividades no início de 1991. 
E como registro histórico, é preciso dizer também que a banda teve momentos sazonais de volta às atividades, notadamente em 2000, quando participou do programa da TV Cultura de São Paulo, Musikaos; na Virada Cultural de São Paulo, em 2006, com Rubens Gióia e José Luiz Dinola como membros originais apenas e em 2012, onde só Rubens participou como membro original. 
Em 2021, Luiz Domingues lança seis bootlegs com material inédito, com demos e apresentações ao vivo registradas entre 1982 e 1986, incluindo dois raros shows com a presença da vocalista Verônica Luhr.

### Futuro dos membros
Dos membros originais, Rubens Gióia ingressou na Patrulha do Espaço em 1989, gravando um álbum (Primus Inter Pares), em 1992. Rubens faleceu em 15 de janeiro de 2021.
José Luis Dinola, baterista, toca com o grupo psicodélico/progressivo Violeta de Outono atualmente (desde 2011).
Luiz Domingues (o baixista), após sair em 1989 da continuidade dissidente da Chave do Sol, tocou com o Pitbulls on Crack, nos anos noventa (junto a Chris Skepis, guitarrista da banda britânica, Cock Sparrer). Em 1999, ingressou na Patrulha do Espaço, onde permaneceu até 2004, tendo gravado cinco álbuns. Posteriormente, ingressou no Pedra, banda que tem dois álbuns e está gravando o terceiro trabalho (em 2014), além de tocar com o guitarrista Kim Kehl (ex-Nasi & Os Irmãos do Blues, junto a Nasi, ex-Ira! e que também foi membro do Made in Brazil), na banda Kim Kehl & Os Kurandeiros, além de acompanhar Ciro Pessoa (ex-Titãs e ex-Cabine C), na banda "Nu Descendo a Escada".
Beto Cruz mora nos Estados Unidos desde 1991 e já lançou singles solo naquele mercado.
Verônica Luhr desenvolveu carreira de cantora solo, mas é desconhecido se lançou algum registro em disco.
Fran Alves faleceu no ano de 2009.
Ivan Busic, gravou algumas faixas como baterista no LP The Key, de 1987, mas nunca foi membro oficial da banda. Tratou-se de uma participação especial somente. Após esse trabalho, ele que vinha da banda Platina, tocou no "Cherokee", posteriormente no Taffo, banda do ex-guitarrista do "Rádio Táxi", Wander Taffo e por último, fundou o Dr. Sin. Em todas essas bandas citadas, sempre ao lado de seu irmão, Andria Busic, no baixo. 
Eduardo Ardanuy também atuou na banda Anjos da Noite e posteriormente fundou, ao lado dos irmãos Busic, a banda Dr. Sin.
Fabio Ribeiro participou de inúmeros discos como tecladista convidado e sempre manteve seu projeto experimental "Blezki Zatsas", em paralelo.
José Luis Rapolli prosseguiu tocando na noite paulistana, principalmente com Pink Floyd Cover.
Há de se mencionar ainda a participação do poeta Julio Revoredo, como parceiro de diversas letras de músicas da Chave do Sol.

## Discografia
- 1984 - Compacto
- 1985 - A Chave do Sol
- 1988 - The Key[10]

Creditados como "The Key"
- 1989 - A New Revolution! (1989)